# Букет
Букет —

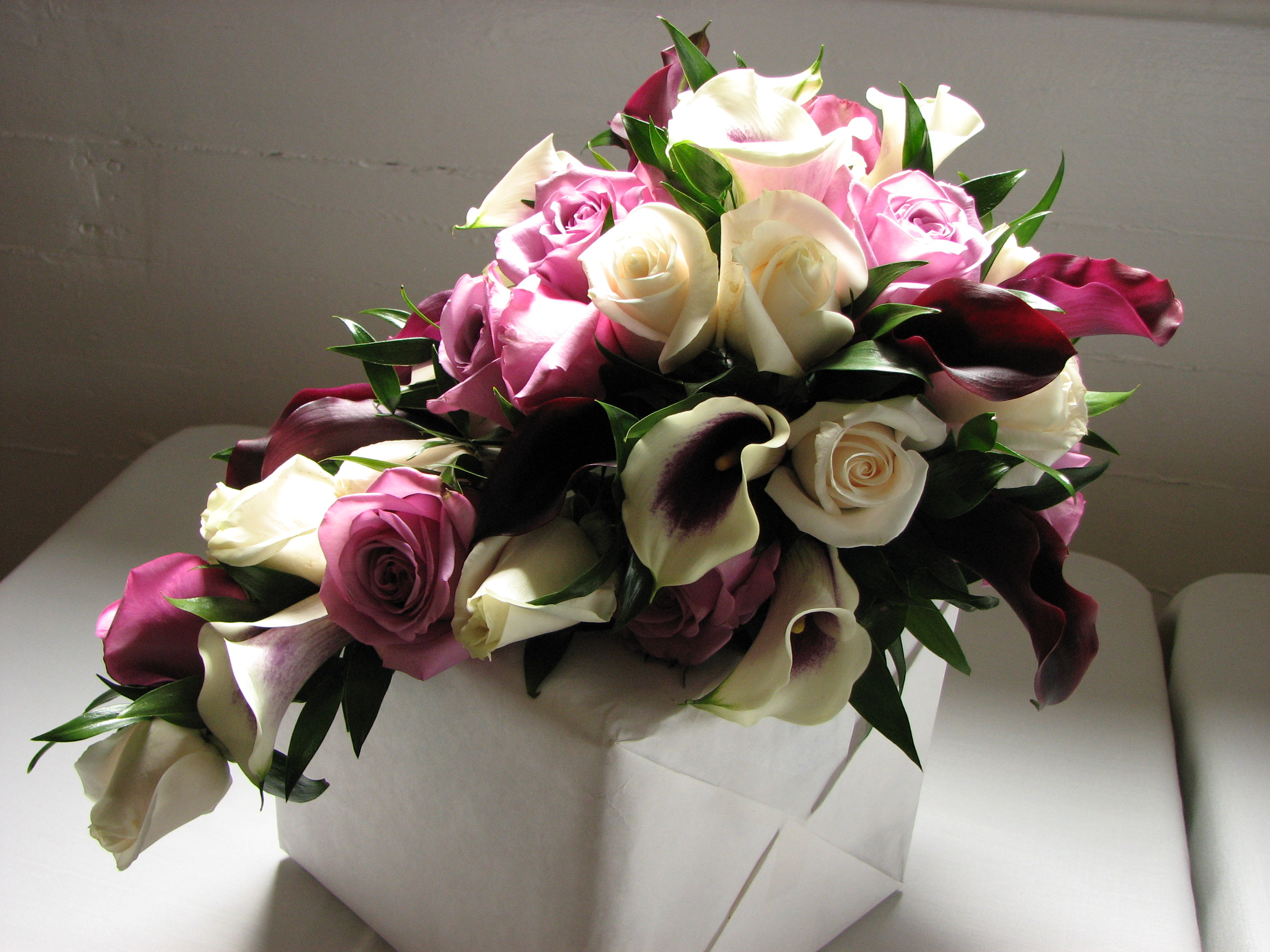
Приклад каскадного букету (квіти каскадом вниз) з подарунком

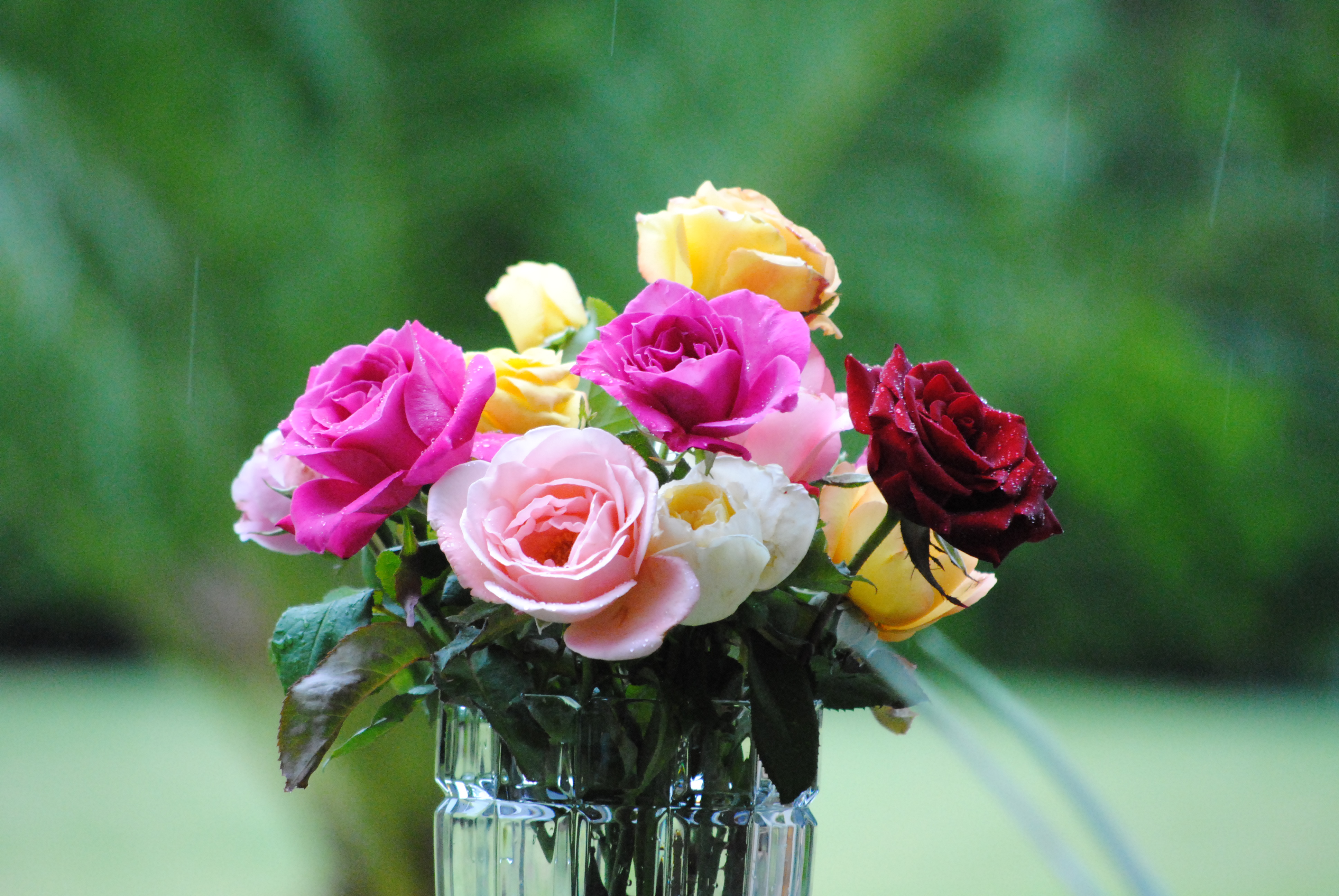
Букет квітів у вазі

1. зв'язка квітів, гармонійно поєднаних між собою, зібраних в певному порядку, певній техніці задля досягнення гармонії форми, кольорів, запахів.
2. художня композиція декоративного призначення.

Слово «букет» французького походження й означає «красиво зібрану групу квітів».

## Різновиди букетів та пов'язані традиції
- Букет може бути різної форми — наприклад, круглої або з довгим стеблом. Він прикрашає інтер'єр і служить декоративним аксесуаром за певних обставин.
- У букеті можуть бути зібрані не тільки квіти, але й інші листв'яно-декоративні рослини, а також фрукти, цукерки, іграшки та інші декоративні елементи.
- У різних країнах існують різні традиції, пов'язані з кількістю квітів, що приносять у подарунок. 
  - В Україні парну кількість квітів прийнято приносити лише на похорон померлим чи на могили у дні скорботи.
  - У США, в Грузії, в європейських (окрім Франції) і деяких східних країнах вважається, що парна кількість квітів, які приносять, — на щастя.

## Склад букета
Художня декоративна композиція складається з частин рослин, а також, іноді, декоративних елементів не рослинного походження. У більшості випадків основою букета є пагони з розкритими квітами.

## Етимологія
Цікаво, що слово «букет» походить від французького bouquet, яке мало первинне значення «гай, група дерев», потім набуло здрібнілого значення «група кущів, кущ», і вже у Середньовіччі закріпилося у Франції, як назва пучка зрізаних квітів, аромату.

## Інші напрямки
У більш широкому сенсі словом «букет» в гастрономії позначають ароматичні характеристики їжі, вина. Термін також застосовується в ботаніці до групи рослин в певній точці.
В піротехніці — кінцевий (піковий) ефект випущених одночасно феєрверків.